# Cixidia fusiformis
Cixidia fusiformis är en insektsart som först beskrevs av Van Duzee 1910.  Cixidia fusiformis ingår i släktet Cixidia och familjen vedstritar. Inga underarter finns listade i Catalogue of Life.